# ديفيد رايت (دبلوماسي كندي)
ديفيد رايت هو دبلوماسي كندي، ولد في 1944 في مونتريال في كندا.